# جان بورتانت
جان بورتانت Jean Portante (ولد سنة 1950 في ديفردانج) هو شاعر وروائي ومترجم وصحفي لوكسمبورغي.
ولد من عائلة إيطالية مهاجرة، لكنه اختار اللغة الفرنسية للكتابة الأدبية لأعماله. كتب أكثر من عشرين كتابا تشمل دواوين شعر وقصص قصيرة ومسرحيات وروايات، ترجمت بعضها إلى لغات عدة.
وهو رئيس تحرير صحيفة لو جودي الأسبوعية. وعضو مؤسس في الأكاديمية الأوروبية للشعر وعضو نادي القلم الدولي في فرنسا. حصل في عام 2011 على جائزة باتي فيبر في لوكسمبورغ.